# Cephalophus rubidus
Cephalophus rubidus е вид бозайник от семейство Кухороги (Bovidae). Видът е застрашен от изчезване.

## Разпространение
Видът е разпространен само в планините Рувензори между Уганда и Демократична република Конго.